# Ptolémée de Telmessos
Pour les articles homonymes, voir Ptolémée (homonymie).
Ptolémée de Telmessos, du nom de la cité de Telmessos, est le fils de Lysimaque et de sa troisième épouse Arsinoé II, fille de Ptolémée Ier. Il est prétendant au trône de Macédoine de 279 à 277 avant notre ère.

## Biographie
En 281, contrairement à ses deux frères cadets Philippe et Lysimaque, Ptolémée échappe au massacre organisé par Ptolémée Kéraunos, le deuxième époux (et demi-frère) de sa mère, qui vient de se faire proclamer roi de Macédoine après la mort de Lysimaque. À la suite de la mort de Ptolémée Kéraunos face aux Galates en 279, il tente d'occuper le trône de Macédoine alors que le pouvoir est aux mains du stratège Sosthène, bien que celui-ci ait refusé de porter le titre royal.
Ptolémée est chassé de Macédoine par Antigone II Gonatas en 277 après sa victoire contre les Galates à la bataille de Lysimacheia. Après avoir tenté sans succès de reprendre le trône, il reçoit de Ptolémée II, en guise de dôrea, la cité de Telmessos en Lycie vers 260.